# Все почалося з прогулянки
«Все почалося з прогулянки» — художній фільм Югославії, що вийшов в 1970 р., вперше демонструвався в СРСР в 1978 р. Первинна назва — «Хто співає погано не думає». В картині знімались Томіслав Зганець, Мір'яна Воханець, Релья Вамач, Франьо Маєтіч, Мія Оремовіч.
Жанри: комедія, драма, мюзикл.